# SC 프로이센 뮌스터
프로이센 뮌스터(Preußen Münster)는 독일의 축구 클럽으로, 노르트라인베스트팔렌주의 뮌스터를 연고지로 한다. 현재 2. 분데스리가에 참가하고 있다.

## 선수 명단

### 현역
참고: FIFA 자격 규정에 따라 소속된 국가대표팀 국기를 표시합니다. 선수는 복수의 FIFA 비회원국 국적을 가지고 있을 수 있습니다.
| 번호 | 포지션 | 국적 | 이름                |
| ---- | ------ | ---- | ------------------- |
| 1    | GK     |      | 요하네스 솅크       |
| 2    | DF     |      | 미켈 키르케스코프   |
| 10   | MF     |      | 세바스티안 므로프차 |

| 번호 | 포지션 | 국적     | 이름            |
| ---- | ------ | -------- | --------------- |
| 20   | MF     |          | 요리트 헨드릭스 |
| 23   | FW     | 튀르키예 | 말릭 바트마즈   |
| 28   | FW     |          | 안드라스 네메트 |

## 역대 감독
| 감독        | 임기        |
| ----------- | ----------- |
| 베르너 올크 | 1974 ~ 1975 |
| 로거 슈미트 | 2007 ~ 2010 |